# 單刀直入
《單刀直入》（英語：A Man Apart）是一部2003年美國私刑動作犯罪片，由蓋瑞·葛雷執導，克里斯汀·固德佳斯與保羅·舒林共同撰寫劇本，馮·迪索和勞倫斯·泰德領銜主演。故事美國緝毒局臥底探員西恩·維特（Sean Vetter）的妻子被謀殺後，他開始為了緝拿兇手而開始追蹤起一個名為「魔鬼」（Diablo）的毒梟。該片由新線影業定檔2003年4月4日在美國上映。

## 劇情
故事描述當美國緝毒局臥底探員西恩·維特（Sean Vetter）成功捉到大毒梟米莫·路斯洛（Memo Lucero）後，西恩的妻子意外遭到謀殺，而這一切的線索都指向一個名為「魔鬼」（Diablo）的神祕毒梟上，這使西恩與同事希克斯探員決定對其展開追緝。

## 演員
- 馮·迪索飾演美國緝毒局西恩·維特探員（DEA Agent Sean Vetter）
- 勞倫斯·泰德（英语：Larenz Tate）飾演美國緝毒局德米特里·希克斯探員（DEA Agent Demetrius Hicks）
- 提摩西·奧利芬飾演「好萊塢」傑克·史雷頓（"Hollywood" Jack Slayton）
- 吉諾·西瓦（英语：Geno Silva）飾演米莫·路斯洛（Memo Lucero）
- 傑奎琳·奧拉德絲飾演史泰西·維特（Stacy Vetter）
- 卡麗娜·斯特凡斯（英语：Karrine Steffans）飾演坎蒂絲·希克斯（Candice Hicks）
- 史蒂夫·伊斯汀（英语：Steve Eastin）飾演美國緝毒局監督泰·佛斯特（Supervisory DEA Agent Ty Frost）
- 胡安·費爾南德茲·狄阿拉爾孔（英语：Juan Fernández de Alarcon）飾演馬特歐·桑托斯（Mateo Santos）
- 喬治·沙佩森（George Sharperson）飾演大塊頭（Big Sexy）

## 訴訟
該片最初因定名為而遭到電子遊戲公司暴雪娛樂起訴；該公司對新線影業起訴，指控對方侵犯了《暗黑破坏神》（暴雪旗下的電子遊戲系列）的商標權。法院最初裁定支持暴雪，但該決定在上訴時被撤銷。最後，新線將片名改為《單刀直入》（A Man Apart）。但於2015年，仍有另一部由史考特·伊斯威特主演的同名電影《暗黑殺神》（Diablo）如期推出。

## 外部連結
- AllMovie上《單刀直入》的资料（英文）
- 互联网电影数据库（IMDb）上《單刀直入》的资料（英文）
- 爛番茄上《單刀直入》的資料（英文）
- Metacritic上《單刀直入》的資料（英文）